# Viridian
Viridian es un álbum de estudio de la banda estadounidense de bluegrass progresivo The Greencards, lanzado a través de Dualtone Records el 6 de marzo de 2007.

## Grabación
En 2007, The Greencards se reunieron con Matt Wingate, un guitarrista de Alabama, para trabajar en su disco Viridian. En sus anteriores discos, la banda habían grabado las pistas de forma separada en salas insonorizadas de los estudios de grabación, mientras que para este, decidieron grabar todos juntos en tiempo real, dándole así más espontaneidad al sonido del disco.
La mayoría de las canciones de Viridian tienen a Young como cantante principal y todas las canciones fueron compuestas por ellos, a excepción de "Travel On", compuesta por Kim Richey de Nashville.

## Influencias
Las grabaciones de Viridian, en particular las canciones "River of Sand", "Waiting on the Night" y "When I Was in Love With You", evocan sonidos del folk rock progresivo característico de los años 1960. Se ha comparado el donido del bluegras de The Greencards con artistas como Nickel Creek y Alison Krauss & The Union Station.
Las letras de "When I Was in Love With You" se citan como las más impresionantes de Viridian, y McLoughlin se basó para escribilarlas en un poema de 1896, "A Shropshire Lad", del poeta británico Alfred Edward Housman. Se describió la canción como "un retozo tipo Pogues". En una reseña de Viridian, Embo Blake de Hybrid Magazine destacó las cualidades vocales de Carol Young en la canción "Waiting On The Night".